# Paulien Couckuyt
Paulien Couckuyt, née le 19 mai 1997 à Anvers, est une kinésithérapeute et athlète belge, spécialiste du 400 mètres haies. Elle participe à deux reprises lors des jeux olympiques aux épreuves du 400 m haies et 4 x 100 m.

## Biographie

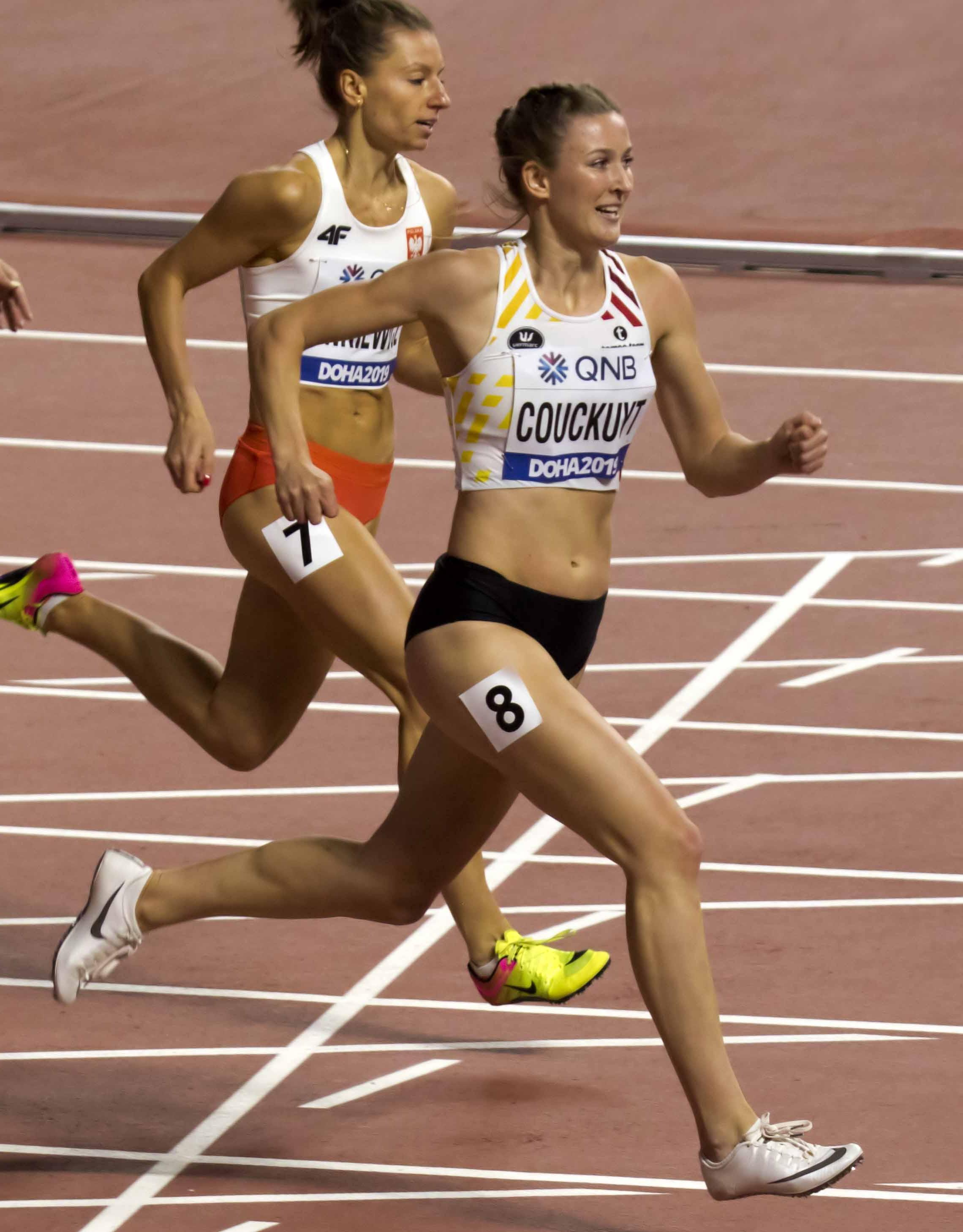
Paulien Couckuyt.

Paulien Couckuyt est la fille de Hans Couckuyt, médecin, et de Katrien Depreitere, kinésithérapeute. Elle obtient en 2022 un diplôme en kinésithérapie à la Katholieke Universiteit Leuven et exerce sa profession à Ruiselede.
Dès sa jeunesse, elle participe à des compétitions d'athlétisme suivant en cela l'exemple de ses parents.
En 2019, elle remporte la médaille d'or du 400 m haies des championnats d'Europe espoirs en portant son record personnel à 56 s 17. Lors des championnats du monde de Doha, elle s'incline dès les séries sur 400 m haies, mais atteint la 5e place de l'épreuve du relais 4 × 400 m des Belgian Cheetahs en compagnie de Hanne Claes, Imke Vervaet et Camille Laus.
Aux Jeux olympiques de 2020 à Tokyo en 2021, elle bat le record national du 400 mètres haies en 54 s 47 et termine avec le 9e temps des demi-finalistes. Avec les Belgian Cheetahs (Naomi Van den Broeck, Imke Vervaet et Camille Laus), elle termine 7e de la finale des jeux olympiques avec un nouveau record de Belgique du 4 x 400 m.
En 2023, elle souffre d'une grave blessure au genou et ne parvient à se qualifier en juillet 2024 pour les Jeux olympiques 2024 à Paris que grâce à son classement olympique World Athletics.
Lors des Jeux olympiques 2024 à Paris, elle se qualifie pour les demi-finales du 400 mètres haies terminant quatrième de sa série avec un temps de 54 s 90. Elle se classe cinquième de sa demi-finale.
En août 2025, elle remporte la médaille d'or du 400 mètres haies en améliorant son record personnel aux Championnats de Belgique à Bruxelles.
Couckuyt était affiliée au Atletiek Vereniging Kontich Aartselaar avant de passer au Vilvoorde Atletiek Club, où elle s'entraîne sous la houlette de Rudi Diels.

## Championnats

### Championnats internationaux
| Épreuve     | Titre                     | Année |
| ----------- | ------------------------- | ----- |
| 400 m haies | Championne européenne U23 | 2019  |

### Championne de Belgique
Extérieur
| Épreuve     | Année        |
| ----------- | ------------ |
| 400 m haies | 2020 et 2022 |

## Records personnels
Extérieur
| Épreuve     | Prestation | Date        | Lieu      |
| ----------- | ---------- | ----------- | --------- |
| 400 m       | 52,98 s    | 8 août 2020 | Bruxelles |
| 400 m haies | 54,45 s    | 3 août 2025 | Bruxelles |

En salle
| Épreuve | Prestation | Date            | Lieu             |
| ------- | ---------- | --------------- | ---------------- |
| 400 m   | 53,57 s    | 20 février 2021 | Louvain-la-Neuve |